# Dipartimento di Chos Malal
Chos Malal è un dipartimento argentino, situato nella parte settentrionale della provincia di Neuquén, con capoluogo Chos Malal.
Esso confina a nord con la repubblica del Cile, a est con la provincia di Mendoza e il dipartimento di Pehuenches, a sud con il dipartimento di Ñorquín e ad ovest con quello di Minas.
Secondo il censimento del 2001, su un territorio di 4.330 km², la popolazione ammontava a 14.185 abitanti, con un aumento demografico del 27,69% rispetto al censimento del 1991.
Il dipartimento, nel 2001, è suddiviso in 2 comuni (municipios) e 2 comisiones de fomento:
- Chos Malal (comune di prima categoria)
- Tricao Malal (comune di terza categoria)
- Villa Curí Leuvu
- Coyuco-Cochico